# Allsvenskan i bandy 2003/2004
Allsvenskan i bandy 2003/2004 var Sveriges högsta division i bandy för herrar säsongen 2003/2004. Norrgruppstvåan Edsbyns IF vann svenska mästerskapsguldet efter vinst med 7-6 mot södergruppsvinnaren Hammarby IF i finalmatchen på Studenternas IP i Uppsala den 21 mars 2004.

## Förlopp
- Edsbyns IF hade inför säsongen skaffat sig Sveriges första bandyhall, Edsbyn Arena, som invigdes i september 2003.[2]
- Skytteligan vanns av Sergej Obuchov, Falu BS med 47 fullträffar.[3].

## Seriespelet

### Norrgruppen
Spelades 7 november 2003-6 januari 2004.
| Nr | Lag                     | S  | V  | O | F  | +/-   | P  |
| -- | ----------------------- | -- | -- | - | -- | ----- | -- |
| 1  | Sandvikens AIK          | 14 | 13 | 0 | 1  | 99-40 | 26 |
| 2  | Edsbyns IF              | 14 | 10 | 2 | 2  | 70-51 | 22 |
| 3  | Falu BS                 | 14 | 8  | 1 | 5  | 73-53 | 17 |
| 4  | Bollnäs GoIF            | 14 | 6  | 2 | 6  | 63-54 | 14 |
| 5  | Broberg/Söderhamn Bandy | 14 | 6  | 2 | 6  | 51-54 | 14 |
| 6  | Ljusdals BK             | 14 | 5  | 0 | 9  | 54-67 | 10 |
| 7  | Kalix BF                | 14 | 2  | 3 | 9  | 54-87 | 7  |
| 8  | IK Sirius               | 14 | 1  | 0 | 13 | 37-95 | 2  |

### Södergruppen
Spelades 12 november 2003-6 januari 2004.
| Nr | Lag                | S  | V  | O | F  | +/-    | P  |
| -- | ------------------ | -- | -- | - | -- | ------ | -- |
| 1  | Hammarby IF        | 14 | 12 | 0 | 2  | 102-54 | 24 |
| 2  | Västerås SK        | 14 | 10 | 1 | 3  | 79-45  | 21 |
| 3  | Villa Lidköping BK | 14 | 8  | 0 | 6  | 70-69  | 16 |
| 4  | IFK Vänersborg     | 14 | 6  | 2 | 6  | 68-67  | 14 |
| 5  | BS BolticGöta      | 14 | 4  | 3 | 7  | 56-68  | 11 |
| 6  | Vetlanda BK        | 14 | 4  | 2 | 8  | 61-74  | 10 |
| 7  | IFK Motala         | 14 | 4  | 2 | 8  | 50-79  | 10 |
| 8  | Katrineholms SK    | 14 | 3  | 0 | 11 | 65-95  | 6  |

### Elitserien
Spelades 9 januari-18 februari 2004.
| Nr | Lag                | S  | V | O | F | +/-   | P  |
| -- | ------------------ | -- | - | - | - | ----- | -- |
| 1  | Edsbyns IF         | 11 | 8 | 1 | 2 | 49-39 | 17 |
| 2  | Hammarby IF        | 11 | 8 | 0 | 3 | 68-31 | 16 |
| 3  | Västerås SK        | 11 | 6 | 3 | 2 | 62-35 | 15 |
| 4  | Sandvikens AIK     | 11 | 6 | 2 | 3 | 75-43 | 14 |
| 5  | IFK Vänersborg     | 11 | 5 | 0 | 6 | 52-60 | 10 |
| 6  | Falu BS            | 11 | 4 | 0 | 7 | 45-59 | 8  |
| 7  | Villa Lidköping BK | 11 | 2 | 1 | 8 | 45-91 | 5  |
| 8  | Bollnäs GoIF       | 11 | 1 | 1 | 9 | 37-75 | 3  |

### Allsvenska fortsättningsserien
Spelades 9 januari-18 februari 2004.
| Nr | Lag                     | S  | V | O | F | +/-   | P  |
| -- | ----------------------- | -- | - | - | - | ----- | -- |
| 1  | Vetlanda BK             | 11 | 8 | 1 | 2 | 53-26 | 19 |
| 2  | BS BolticGöta           | 11 | 6 | 1 | 4 | 58-36 | 16 |
| 3  | Broberg/Söderhamn Bandy | 11 | 6 | 1 | 4 | 49-44 | 16 |
| 4  | IFK Motala              | 11 | 5 | 2 | 4 | 54-45 | 13 |
| 5  | Katrineholms SK         | 11 | 5 | 3 | 3 | 51-53 | 13 |
| 6  | Kalix Bandy             | 11 | 3 | 3 | 5 | 37-48 | 10 |
| 7  | Ljusdals BK             | 11 | 3 | 1 | 7 | 37-44 | 9  |
| 8  | IK Sirius               | 11 | 2 | 0 | 9 | 22-65 | 4  |

## Seriematcherna

### Södergruppen
| - 12 november 2003 Katrineholms SK-IFK Vänersborg 5-6 (1-4) - 12 november 2003 IFK Motala-BS Boltic Göta 3-3 (2-2) - 12 november 2003 Villa Lidköping BK-Hammarby IF 4-5 (1-3) - 12 november 2003 Västerås SK-Vetlanda BK 7-1 (3-1) - 16 november 2003 Boltic Göta-Villa Lidköping 9-2 (3-1) - 16 november 2003 Hammarby-Motala 9-2 (4-1) - 16 november 2003 Vetlanda-Katrineholm 9-6 (3-3) - 16 november 2003 Vänersborg-Västerås 3-3 (1-2) - 19 november 2003 Katrineholm-Hammarby 3-10 (2-3) - 19 november 2003 Motala-Vetlanda 5-3 (3-1) - 19 november 2003 Villa Lidköping-Vänersborg 5-4 (2-1) - 19 november 2003 Västerås-Boltic Göta 2-1 (0-1) - 21 november 2003 Hammarby-Västerås 3-4 (2-3) - 21 november 2003 Vetlanda-Villa Lidköping 3-6 (2-5) - 21 november 2003 Vänersborg-Motala 9-1 (4-1) - 23 november 2003 Boltic Göta-Katrineholm 7-2 (3-1,2-0,2-1) - 26 november 2003 Boltic Göta-Hammarby 2-12 (1-6) - 26 november 2003 Motala-Villa Lidköping 2-5 (1-3) - 26 november 2003 Vetlanda-Vänersborg 2-4 (0-4) - 26 november 2003 Västerås-Katrineholm 9-6 (4-4) - 29 november 2003 Hammarby-Vetlanda 8-5 (1-4) - 30 november 2003 Vänersborg-Boltic Göta 10-4 (4-1) - 30 november 2003 Katrineholm-Motala 4-5 (1-2) - 30 november 2003 Villa Lidköping-Västerås 4-3 (2-1) - 3 december 2003 Katrineholm-Villa Lidköping 5-7 (3-5) - 3 december 2003 Vetlanda-Boltic Göta 6-3 (2-1) - 3 december 2003 Vänersborg-Hammarby 6-8 (2-5) - 3 december 2003 Västerås-Motala 6-2 (5-1) | - 5 december 2003 Motala-Västerås 0-5 (0-3) - 6 december 2003 Hammarby-Vänersborg 6-1 (3-1) - 7 december 2003 Boltic Göta-Vetlanda 4-4 (3-3) - 7 december 2003 Villa Lidköping-Katrineholm 11-6 (6-1) - 17 december 2003 Boltic Göta-Motala 5-5 (2-1) - 17 december 2003 Hammarby-Villa Lidköping 9-4 (3-2) - 17 december 2003 Vetlanda-Västerås 4-7 (2-5) - 17 december 2003 Vänersborg-Katrineholm 4-2 (2-1) - 19 december 2003 Katrineholm-Boltic Göta 4-3 (2-2) - 19 december 2003 Motala-Vänersborg 8-5 (2-3) - 19 december 2003 Villa Lidköping-Vetlanda 5-3 (4-2) - 19 december 2003 Västerås-Hammarby 5-6 (2-3) - 26 december 2003 Boltic Göta-Västerås 3-10 (1-1) - 26 december 2003 Hammarby-Katrineholm 8-6 (5-4) - 26 december 2003 Vetlanda-Motala 6-4 (3-4) - 26 december 2003 Vänersborg-Villa Lidköping 7-6 (4-2) - 28 december 2003 Katrineholm-Vetlanda 4-8 (2-4) - 28 december 2003 Motala-Hammarby 2-7 (1-4) - 28 december 2003 Villa Lidköping-Boltic Göta 3-0 (3-0) - 28 december 2003 Västerås-Vänersborg 8-4 (5-2) - 2 januari 2004 Vetlanda-Hammarby 4-8 (2-5) - 4 januari 2004 Boltic Göta-Vänersborg 6-2 (3-0) - 4 januari 2004 Motala-Katrineholm 4-7 (1-2) - 4 januari 2004 Västerås-Villa Lidköping 6-3 (3-3) - 6 januari 2004 Hammarby-Boltic Göta 3-6 (3-1) - 6 januari 2004 Katrineholm-Västerås 5-4 (4-2) - 6 januari 2004 Villa Lidköping-Motala 5-7 (1-4) - 6 januari 2004 Vänersborg-Vetlanda 3-3 (0-1) |

### Norrgruppen
| - 7 november 2003 Sandviken-Falun 6-2 (4-2) - 11 november 2003 Kalix Bandy-Ljusdals BK 3-5 (1-1) - 12 november 2003 Bollnäs GIF-Sandvikens AIK 8-3 (4-2) - 12 november 2003 Falu BS-Edsbyns IF 3-4 (2-1) - 12 november 2003 IK Sirius-Brobergs IF 1-4 (0-2) - 14 november 2003 Edsbyn-Kalix 7-2 (2-1) - 16 november 2003 Sandviken-Kalix 7-3 (5-0) - 16 november 2003 Broberg-Falun 3-4 (2-3) - 16 november 2003 Edsbyn-Sirius 10-1 (4-0) - 16 november 2003 Ljusdal-Bollnäs 5-3 (1-2) - 19 november 2003 Broberg-Bollnäs 3-2 (1-0) - 19 november 2003 Falun-Ljusdal 5-4 (3-2) - 19 november 2003 Sirius-Sandviken 1-5 (0-2) - 21 november 2003 Bollnäs-Edsbyn 3-5 (1-2) - 21 november 2003 Kalix-Sirius 5-9 (3-1) - 21 november 2003 Ljusdal-Broberg 3-4 (1-1) - 26 november 2003 Edsbyn-Sandviken 3-5 (1-2) - 26 november 2003 Falun-Bollnäs 9-1 (3-1) - 26 november 2003 Sirius-Ljusdal 5-10 (1-3) - 28 november 2003 Bollnäs-Kalix 9-2 (4-1) - 28 november 2003 Falun-Sirius 8-0 (1-0) - 28 november 2003 Ljusdal-Edsbyn 3-6 (2-4) - 28 november 2003 Sandviken-Broberg 5-1 (3-1) - 30 november 2003 Broberg-Kalix 4-2 (1-2) - 2 december 2003 Bollnäs-Sirius 7-1 (4-1) - 3 december 2003 Edsbyn-Broberg 6-4 (3-1) - 3 december 2003 Kalix-Falun 5-5 (0-4) - 3 december 2003 Sandviken-Ljusdal 9-4 (4-1) | - 5 december 2003 Broberg-Edsbyn 3-3 (2-2) - 7 december 2003 Falun-Kalix 12-4 (3-3) - 7 december 2003 Ljusdal-Sandviken 5-8 (2-3) - 7 december 2003 Sirius-Bollnäs 1-7 (0-5) - 17 december 2003 Broberg-Sandviken 3-9 (2-4) - 17 december 2003 Edsbyn-Ljusdal 4-3 (0-2) - 17 december 2003 Kalix-Bollnäs 6-6 (4-1) - 17 december 2003 Sirius-Falun 5-6 (2-5) - 19 december 2003 Bollnäs-Broberg 3-3 (2-2) - 19 december 2003 Kalix-Edsbyn 5-5 (0-3) - 19 december 2003 Ljusdal-Falun 0-2 (0-1) - 19 december 2003 Sandviken-Sirius 12-5 (6-2) - 26 december 2003 Broberg-Ljusdal 6-2 (2-0) - 26 december 2003 Edsbyn-Bollnäs 3-2 (1-0) - 26 december 2003 Falun-Sandviken 1-7 (1-4) - 26 december 2003 Sirius-Kalix 3-4 (1-1) - 28 december 2003 Kalix-Broberg 6-3 (2-3) - 28 december 2003 Ljusdal-Sirius 3-1 (2-0) - 28 december 2003 Bollnäs-Falun 5-4 (1-4) - 28 december 2003 Sandviken-Edsbyn 9-1 (5-1) - 3 januari 2004 Kalix-Sandviken 2-5 (2-2) - 4 januari 2004 Bollnäs-Ljusdal 6-0 (3-0) - 4 januari 2004 Falun-Broberg 6-2 (1-1) - 4 januari 2004 Sirius-Edsbyn 2-6 (0-4) - 6 januari 2004 Broberg-Sirius 8-2 (5-1) - 6 januari 2004 Edsbyn-Falun 7-6 (5-1) - 6 januari 2004 Ljusdal-Kalix 7-5 (6-2) - 6 januari 2004 Sandviken-Bollnäs 9-1 (2-1) |

### Elitserien
| - 9 januari 2004 Hammarby IF-Edsbyns IF 1-2 (1-0) - 9 januari 2004 Bollnäs GIF-Västerås SK 1-7 (1-3) - 9 januari 2004 Villa Lidköping BK-Falu BS 3-8 (2-4) - 9 januari 2004 Sandvikens AIK-IFK Vänersborg 4-6 (3-3) - 11 januari 2004 Edsbyn-Villa Lidköping 5-3 (3-2) - 11 januari 2004 Falun-Hammarby 0-7 (0-4) - 11 januari 2004 Vänersborg-Bollnäs 6-3 (2-2) - 11 januari 2004 Västerås-Sandviken 4-4 (1-1) - 14 januari 2004 Falun-Bollnäs 5-2 (1-1) - 14 januari 2004 Sandviken-Edsbyn 3-2 (1-1) - 14 januari 2004 Villa Lidköping-Vänersborg 4-6 (2-2) - 15 januari 2004 Hammarby-Västerås 4-6 (4-1) - 16 januari 2004 Bollnäs-Sandviken 3-10 (2-3) - 18 januari 2004 Edsbyn-Falun 6-5 (5-0) - 18 januari 2004 Vänersborg-Hammarby 5-9 (4-5) - 18 januari 2004 Västerås-Villa Lidköping 4-4 (2-3) - 21 januari 2004 Edsbyn-Västerås 3-2 (1-1) - 21 januari 2004 Falun-Vänersborg 10-4 (4-4) - 21 januari 2004 Hammarby-Bollnäs 5-1 (4-0) - 21 januari 2004 Villa Lidköping-Sandviken 3-14 (1-7) - 23 januari 2004 Bollnäs-Villa Lidköping 11-2 (3-2) - 23 januari 2004 Sandviken-Hammarby 5-8 (1-3) - 23 januari 2004 Vänersborg-Edsbyn 2-6 (2-4) - 23 januari 2004 Västerås-Falun 5-2 (3-2) | - 27 januari 2004 Västerås-Vänersborg 8-3 (3-1) - 28 januari 2004 Edsbyn-Bollnäs 5-5 (1-1) - 28 januari 2004 Hammarby-Villa Lidköping 13-3 (6-1) - 28 januari 2004 Sandviken-Falun 10-2 (5-2) - 11 februari 2004 Edsbyn-Vänersborg 6-2 (4-2) - 11 februari 2004 Falun-Västerås 2-8 (1-4) - 11 februari 2004 Hammarby-Sandviken 5-2 (2-2) - 11 februari 2004 Villa Lidköping-Bollnäs 9-4 (4-2) - 13 februari 2004 Bollnäs-Hammarby 1-6 (1-3) - 13 februari 2004 Västerås-Edsbyn 4-5 (2-1) - 13 februari 2004 Vänersborg-Falun 6-3 (3-1) - 13 februari 2004 Sandviken-Villa Lidköping 15-4 (6-2) - 15 februari 2004 Hammarby-Falun 2-4 (1-0) - 15 februari 2004 Bollnäs-Vänersborg 3-10 (1-4) - 15 februari 2004 Sandviken-Västerås 4-4 (1-2) - 15 februari 2004 Villa Lidköping-Edsbyn 4-7 (1-7) - 18 februari 2004 Edsbyn-Hammarby 2-8 (1-4) - 18 februari 2004 Falun-Villa Lidköping 5-6 (2-1) - 18 februari 2004 Vänersborg-Sandviken 2-4 (1-2) - 18 februari 2004 Västerås-Bollnäs 10-3 (4-1) |

### Allsvenska fortsättningsserien
| - 9 januari 2004 IFK Motala-Brobergs IF 6-8 (2-6) - 9 januari 2004 Ljusdals BK-Vetlanda BK 4-4 (2-1) - 9 januari 2004 IK Sirius-Katrineholms SK 3-8 (2-3) - 9 januari 2004 BS Boltic Göta-Kalix Bandy 5-3 (3-1) - 11 januari 2004 Kalix-Motala 4-4 (1-0) - 11 januari 2004 Broberg-Boltic Göta 6-4 (3-2) - 11 januari 2004 Katrineholm-Ljusdal 9-3 (2-2) - 11 januari 2004 Vetlanda-Sirius 6-0 (2-0) - 14 januari 2004 Broberg-Vetlanda 2-3 (1-2) - 14 januari 2004 Boltic Göta-Sirius 7-1 (1-1) - 14 januari 2004 Motala-Ljusdal 4-1 (2-1) - 14 januari 2004 Kalix-Katrineholm 3-3 (1-1) - 18 januari 2004 Sirius-Motala 4-2 (0-1) - 18 januari 2004 Ljusdal-Boltic Göta 2-1 (0-0) - 18 januari 2004 Katrineholm-Broberg 5-3 (2-2) - 18 januari 2004 Vetlanda-Kalix 7-2 (1-0) - 20 januari 2004 Broberg-Kalix 9-3 (3-2) - 21 januari 2004 Boltic Göta-Motala 9-2 (3-1) - 21 januari 2004 Ljusdal-Sirius 2-4 (1-1) - 21 januari 2004 Vetlanda-Katrineholm 6-2 (2-1) - 25 januari 2004 Boltic Göta-Vetlanda 5-3 (3-0) - 25 januari 2004 Kalix-Sirius 4-0 (3-0) - 25 januari 2004 Motala-Katrineholm 11-1 (5-0) - 25 januari 2004 Broberg-Ljusdal 4-3 (2-2) | - 28 januari 2004 Katrineholm-Boltic Göta 5-5 (2-3) - 28 januari 2004 Sirius-Broberg 2-3 (2-2) - 28 januari 2004 Ljusdal-Kalix 3-4 (1-1) - 28 januari 2004 Vetlanda-Motala 5-2 (1-0) - 10 februari 2004 Kalix-Vetlanda 2-3 (1-1) - 11 februari 2004 Boltic Göta-Ljusdal 5-2 (1-1) - 11 februari 2004 Broberg-Katrineholm 3-5 (2-2) - 11 februari 2004 Motala-Sirius 8-3 (6-3) - 13 februari 2004 Katrineholm-Kalix 3-3 (1-1) - 13 februari 2004 Ljusdal-Motala 4-6 (1-2) - 13 februari 2004 Sirius-Boltic Göta 1-10 (1-4) - 13 februari 2004 Vetlanda-Broberg 8-2 (3-0) - 15 februari 2004 Boltic Göta-Broberg 2-5 (1-4) - 15 februari 2004 Motala-Kalix 6-3 (2-2) - 15 februari 2004 Sirius-Vetlanda 0-7 (0-2) - 15 februari 2004 Ljusdal-Katrineholm 8-2 (3-0) - 18 februari 2004 Broberg-Motala 3-3 (2-1) - 18 februari 2004 Kalix-Boltic Göta 6-5 (3-4) - 18 februari 2004 Katrineholm-Sirius 8-4 (3-0) - 18 februari 2004 Vetlanda-Ljusdal 1-5 (1-4) |

## Slutspel om svenska mästerskapet 2004

### Åttondelsfinaler (UEFA:s cupmodell)
- 20 februari 2004: Vetlanda BK-Bollnäs GoIF/BF 5-5
- 20 februari 2004: BS BolticGöta-Villa Lidköping BK 6-3
- 22 februari 2004: Bollnäs GoIF/BF-Vetlanda BK 5-4 (Bollnäs GIF vidare)
- 22 februari 2004: Villa Lidköping BK-BS BolticGöta 3-5 (BS Boltic Göta vidare)

### Kvartsfinaler (bäst av fem matcher)
- 25 februari 2004: Edsbyns IF-Bollnäs GoIF/BF 7-2
- 25 februari 2004: Västerås SK-Falu BS 5-4
- 25 februari 2004: Hammarby IF-BS BolticGöta 6-1
- 25 februari 2004: Sandvikens AIK-IFK Vänersborg 9-2
- 27 februari 2004: Bollnäs GoIF/BF-Edsbyns IF 2-7
- 27 februari 2004: Falu BS-Västerås SK 0-2
- 27 februari 2004: BS BolticGöta-Hammarby IF 2-7
- 27 februari 2004: IFK Vänersborg-Sandvikens AIK 2-7
- 29 februari 2004: Edsbyns IF-Bollnäs GoIF/BF 7-4 (Edsbyns IF vidare efter 3-0 i matcher)
- 29 februari 2004: Västerås SK-Falu BS 7-1 (Västerås SK vidare efter 3-0 i matcher)
- 29 februari 2004: Hammarby IF-BS BolticGöta 10-2 (Hammarby IF vidare efter 3-0 i matcher)
- 29 februari 2004: Sandvikens AIK-IFK Vänersborg 8-2 (Sandvikens AIK vidare efter 3-0 i matcher)

### Semifinaler (bäst av fem matcher)
- 7 mars 2004: Edsbyns IF-Västerås SK 5-1
- 7 mars 2004: Hammarby IF-Sandvikens AIK 4-6
- 10 mars 2004: Västerås SK-Edsbyns IF 9-0
- 10 mars 2004: Sandvikens AIK-Hammarby IF 5-6
- 12 mars 2004: Edsbyns IF-Västerås SK 6-1
- 12 mars 2004: Hammarby IF-Sandvikens AIK 8-3
- 10 mars 2004: Västerås SK-Edsbyns IF 3-4 (Edsbyns IF vidare efter 3-1 i matcher)
- 10 mars 2004: Sandvikens AIK-Hammarby IF 4-3 (sudden death)
- 16 mars 2004: Hammarby IF-Sandvikens AIK 8-4 (Hammarby IF vidare efter 3-2 i matcher)

### Final
- 21 mars 2004: Edsbyns IF-Hammarby IF 7-6 (Studenternas IP, Uppsala)

## Allsvenska skytteligan 2003/2004
1. Sergei Obuhov, Falu BS, 47 mål
2. David Karlsson, Hammarby IF,  42 mål
3. Sami Laakkonen, IFK Vänersborg, 36 mål
4. Ari Holopainen, IFK Vänersborg, 34 mål
5. Magnus Muhrén, Sandvikens AIK, 34 mål

## Publikligan 2003/2004 i snitt per match
1. Hammarby IF, 2952 åskådare
2. Sandvikens AIK, 2085
3. Västerås SK, 2019
4. Villa Lidköping BK, 1981
5. IFK Vänersborg, 1970
6. Bollnäs GoIF/BF, 1917
7. Edsbyns IF, 1679
8. Falu BS, 1243
9. Brobergs IF, 1079
10. BS BolticGöta, 1051
11. Vetlanda BK, 1000
12. IFK Motala, 917
13. Katrineholms SK, 913
14. Ljusdals BK, 802
15. Kalix Bandy, 751
16. IK Sirius, 517